# Volta Ciclista a Catalunya 2018
98. edycja wyścigu kolarskiego Volta Ciclista a Catalunya odbył się pomiędzy 19 – 25 marca 2018 roku. Liczył siedem etapów, o łącznym dystansie 1 136,6 km. Wyścig zaliczany był do rankingu światowego UCI World Tour 2018.

## Uczestnicy
Na starcie wyścigu stanęło 25 drużyn. Wśród nich znalazło się wszystkie osiemnaście ekip UCI World Tour 2018 oraz siedem zaproszonych przez organizatorów.
| Numery  | Kod | Drużyna                   |
| ------- | --- | ------------------------- |
| 1-7     | MOV | Movistar Team             |
| 11-17   | SKY | Team Sky                  |
| 21-27   | QST | Quick-Step Floors         |
| 31-37   | BMC | BMC Racing Team           |
| 41-47   | SUN | Team Sunweb               |
| 51-57   | TFS | Trek-Segafredo            |
| 61-67   | MTS | Mitchelton-Scott          |
| 71-77   | BOH | Bora-Hansgrohe            |
| 81-87   | ALM | Ag2r-La Mondiale          |
| 91-97   | EFD | EF Education First–Drapac |
| 101-107 | KAT | Team Katusha-Alpecin      |
| 111-117 | UAE | UAE Team Emirates         |
| 121-127 | LTS | Lotto Soudal              |

| Numery  | Kod | Drużyna                       |
| ------- | --- | ----------------------------- |
| 131-137 | TBM | Bahrain-Merida                |
| 141-147 | AST | Astana Pro Team               |
| 151-157 | TLJ | Team LottoNL-Jumbo            |
| 161-167 | GFC | Groupama–FDJ                  |
| 171-177 | DDD | Dimension Data                |
| 181-187 | BUR | Burgos BH                     |
| 191-197 | CJR | Caja Rural-Seguros RGA        |
| 201-207 | EUS | Euskadi Basque Country–Murias |
| 211-217 | COF | Cofidis                       |
| 221-227 | ICA | Israel Cycling Academy        |
| 231-237 | MZN | Manza Postobon Team           |
| 241-247 | FVC | Fortuneo–Samsic               |

## Etapy
| Etap | Data     | Start – Meta                     | Dystans  | Typ         | Zwycięzca etapu       | Lider              |
| ---- | -------- | -------------------------------- | -------- | ----------- | --------------------- | ------------------ |
| 1.   | 19 marca | Calella – Calella                | 152,3 km | Pagórkowaty | Álvaro José Hodeg     | Álvaro José Hodeg  |
| 2.   | 20 marca | Mataró – Valls                   | 175,6 km | Pagórkowaty | Alejandro Valverde    | Alejandro Valverde |
| 3.   | 21 marca | San Cugat del Vallés – Camprodon | 153,2 km | Górski      | Thomas De Gendt       | Thomas De Gendt    |
| 4.   | 22 marca | Llanars – La Molina              | 170,8 km | Górski      | Alejandro Valverde    | Alejandro Valverde |
| 5.   | 23 marca | Llívia – Vielha e Mijaran        | 212,9 km | Pagórkowaty | Jarlinson Pantano     | Alejandro Valverde |
| 6.   | 24 marca | La Pobla de Segur – Torrefarrera | 117 km   | Pagórkowaty | Maximilian Schachmann | Alejandro Valverde |
| 7.   | 25 marca | Barcelona – Barcelona            | 154,8 km | Pagórkowaty | Simon Yates           | Alejandro Valverde |

### Etap 1 – 19.03: Calella > Calella, 152,3 km
| #    | Zawodnik          | Zespół | Czas       |
| ---- | ----------------- | ------ | ---------- |
| 1.   | Álvaro José Hodeg | QST    | 3h 39' 31" |
| 2.   | Sam Bennett       | BOH    | + 0"       |
| 3.   | Jay McCarthy      | BOH    | + 0"       |
|      |                   |        |            |
| 170. | Paweł Poljański   | BOH    | + 4' 59"   |

| #    | Zawodnik          | Zespół | Czas       |
| ---- | ----------------- | ------ | ---------- |
| 1.   | Álvaro José Hodeg | QST    | 3h 39' 21" |
| 2.   | Sam Bennett       | BOH    | + 4"       |
| 3.   | Andrij Hriwko     | AST    | + 5"       |
|      |                   |        |            |
| 170. | Paweł Poljański   | BOH    | + 5' 09"   |

### Etap 2 – 20.03: Mataró > Valls, 175,6 km
| #    | Zawodnik           | Zespół | Czas       |
| ---- | ------------------ | ------ | ---------- |
| 1.   | Alejandro Valverde | MOV    | 4h 41' 50" |
| 2.   | Daryl Impey        | MTS    | + 0"       |
| 3.   | Jay McCarthy       | BOH    | + 0"       |
|      |                    |        |            |
| 107. | Paweł Poljański    | BOH    | + 49"      |

| #    | Zawodnik           | Zespół | Czas       |
| ---- | ------------------ | ------ | ---------- |
| 1.   | Alejandro Valverde | MOV    | 8h 21' 09" |
| 2.   | Jay McCarthy       | BOH    | + 4"       |
| 3.   | Daryl Impey        | MTS    | + 6"       |
|      |                    |        |            |
| 161. | Paweł Poljański    | BOH    | + 6' 00"   |

### Etap 3 – 21.03: Sant Cugat del Vallès > Camprodon, 153,2 km
| #    | Zawodnik        | Zespół | Czas       |
| ---- | --------------- | ------ | ---------- |
| 1.   | Thomas De Gendt | LTS    | 4h 13' 48" |
| 2.   | Simon Yates     | MTS    | + 20"      |
| 3.   | Thibaut Pinot   | GFC    | + 20"      |
|      |                 |        |            |
| 112. | Paweł Poljański | BOH    | + 2' 25"   |

| #    | Zawodnik           | Zespół | Czas        |
| ---- | ------------------ | ------ | ----------- |
| 1.   | Thomas De Gendt    | LTS    | 12h 34' 54" |
| 2.   | Alejandro Valverde | MOV    | 23"         |
| 3.   | Jay McCarthy       | BOH    | + 27"       |
|      |                    |        |             |
| 128. | Paweł Poljański    | BOH    | + 8' 28"    |

### Etap 4 – 22.03: Llanars > La Molina, 170,8 km
| #   | Zawodnik           | Zespół | Czas       |
| --- | ------------------ | ------ | ---------- |
| 1.  | Alejandro Valverde | MOV    | 4h 25' 54" |
| 2.  | Egan Bernal        | SKY    | + 0"       |
| 3.  | Nairo Quintana     | MOV    | + 6"       |
|     |                    |        |            |
| 68. | Paweł Poljański    | BOH    | + 11' 30"  |

| #   | Zawodnik           | Zespół | Czas        |
| --- | ------------------ | ------ | ----------- |
| 1.  | Alejandro Valverde | MOV    | 17h 00' 58" |
| 2.  | Egan Bernal        | SKY    | + 19"       |
| 3.  | Nairo Quintana     | MOV    | + 26"       |
|     |                    |        |             |
| 81. | Paweł Poljański    | BOH    | + 19' 48"   |

### Etap 5 – 23.03:  Llívia > Vielha–Val d'Aran, 212,9 km
| #   | Zawodnik             | Zespół | Czas       |
| --- | -------------------- | ------ | ---------- |
| 1.  | Jarlinson Pantano    | TFS    | 5h 20' 53" |
| 2.  | Vegard Stake Laengen | UAE    | + 0"       |
| 3.  | Matej Mohorič        | TBM    | + 10"      |
|     |                      |        |            |
| 41. | Paweł Poljański      | BOH    | + 14"      |

| #   | Zawodnik           | Zespół | Czas        |
| --- | ------------------ | ------ | ----------- |
| 1.  | Alejandro Valverde | MOV    | 22h 22' 05" |
| 2.  | Egan Bernal        | SKY    | + 16"       |
| 3.  | Nairo Quintana     | MOV    | + 26"       |
|     |                    |        |             |
| 77. | Paweł Poljański    | BOH    | + 19' 48"   |

### Etap 6 – 24.03: La Pobla de Segur to Torrefarrera, 117 km
| #   | Zawodnik              | Zespół | Czas       |
| --- | --------------------- | ------ | ---------- |
| 1.  | Maximilian Schachmann | QST    | 2h 34' 25" |
| 2.  | Diego Rubio           | BUR    | + 0"       |
| 3.  | Sam Bennett           | BOH    | + 18"      |
|     |                       |        |            |
| 27. | Paweł Poljański       | BOH    | + 18"      |

| #   | Zawodnik           | Zespół | Czas        |
| --- | ------------------ | ------ | ----------- |
| 1.  | Alejandro Valverde | MOV    | 24h 56' 48" |
| 2.  | Egan Bernal        | SKY    | + 16"       |
| 3.  | Nairo Quintana     | MOV    | + 26"       |
|     |                    |        |             |
| 74. | Paweł Poljański    | BOH    | + 19' 48"   |

### Etap 7 – 25.03: Barcelona > Barcelona, 154,8 km
| #   | Zawodnik        | Zespół | Czas       |
| --- | --------------- | ------ | ---------- |
| 1.  | Simon Yates     | MTS    | 3h 28' 04" |
| 2.  | Marc Soler      | MOV    | + 13"      |
| 3.  | Pierre Latour   | ALM    | + 18"      |
|     |                 |        |            |
| 43. | Paweł Poljański | BOH    | + 1' 41"   |

| #   | Zawodnik           | Zespół | Czas        |
| --- | ------------------ | ------ | ----------- |
| 1.  | Alejandro Valverde | MOV    | 28h 25' 07" |
| 2.  | Nairo Quintana     | MOV    | + 29"       |
| 3.  | Pierre Latour      | ALM    | + 47"       |
|     |                    |        |             |
| 59. | Paweł Poljański    | BOH    | + 21' 14"   |

## Liderzy klasyfikacji po etapach
| Etap                 | Zwycięzca             | Klasyfikacja generalna | Klasyfikacja górska | Klasyfikacja młodzieżowa | Klasyfikacja sprinterska | Klasyfikacja drużynowa |
| -------------------- | --------------------- | ---------------------- | ------------------- | ------------------------ | ------------------------ | ---------------------- |
| 1                    | Álvaro José Hodeg     | Álvaro José Hodeg      | Wilmar Paredes      | Álvaro José Hodeg        | Tom Bohli                | Bora-Hansgrohe         |
| 2                    | Alejandro Valverde    | Alejandro Valverde     | Pierre Latour       | Matej Mohorič            | Tom Bohli                | Bahrain-Merida         |
| 3                    | Thomas De Gendt       | Thomas De Gendt        | Thomas De Gendt     | Matej Mohorič            | Lluís Mas                | Lotto Soudal           |
| 4                    | Alejandro Valverde    | Alejandro Valverde     | Alejandro Valverde  | Egan Bernal              | Lluís Mas                | Movistar Team          |
| 5                    | Jarlinson Pantano     | Alejandro Valverde     | Alejandro Valverde  | Egan Bernal              | Lluís Mas                | Movistar Team          |
| 6                    | Maximilian Schachmann | Alejandro Valverde     | Alejandro Valverde  | Egan Bernal              | Lluís Mas                | Movistar Team          |
| 7                    | Simon Yates           | Alejandro Valverde     | Alejandro Valverde  | Pierre Latour            | Lluís Mas                | Movistar Team          |
| Klasyfikacja końcowa | Klasyfikacja końcowa  | Alejandro Valverde     | Alejandro Valverde  | Pierre Latour            | Lluís Mas                | Movistar Team          |

## Klasyfikacje końcowe

### Klasyfikacja generalna
| M-ce | Zawodnik               | Zespół                    | Czas        |
| ---- | ---------------------- | ------------------------- | ----------- |
| 1.   | Alejandro Valverde     | Movistar Team             | 28h 25' 07" |
| 2.   | Nairo Quintana         | Movistar Team             | + 29"       |
| 3.   | Pierre Latour          | Ag2r-La Mondiale          | + 47"       |
| 4.   | Simon Yates            | Mitchelton-Scott          | + 47"       |
| 5.   | Marc Soler             | Movistar Team             | + 1' 10"    |
| 6.   | George Bennett         | LottoNL–Jumbo             | + 1' 23"    |
| 7.   | Daniel Felipe Martínez | EF Education First–Drapac | + 1' 29"    |
| 8.   | Steven Kruijswijk      | LottoNL–Jumbo             | + 1' 31"    |
| 9.   | Jesper Hansen          | Astana Pro Team           | + 1' 31"    |
| 10.  | Thibaut Pinot          | Groupama–FDJ              | + 1' 34"    |
|      |                        |                           |             |
| 59.  | Paweł Poljański        | Bora-Hansgrohe            | + 21' 14"   |

| M-ce | Zawodnik             | Zespół                 | Punkty |
| ---- | -------------------- | ---------------------- | ------ |
| 1.   | Alejandro Valverde   | Movistar Team          | 46     |
| 2.   | Jordi Simón          | Burgos BH              | 34     |
| 3.   | Marc Soler           | Movistar Team          | 22     |
| 4.   | Antonio Molina Canet | Caja Rural-Seguros RGA | 22     |
| 5.   | Enric Mas            | Quick-Step Floors      | 18     |

| M-ce | Zawodnik               | Zespół                    | Czas        |
| ---- | ---------------------- | ------------------------- | ----------- |
| 1.   | Pierre Latour          | Ag2r-La Mondiale          | 28h 25' 54" |
| 2.   | Marc Soler             | Movistar Team             | + 23"       |
| 3.   | Daniel Felipe Martínez | EF Education First–Drapac | + 42"       |
| 4.   | Ben O’Connor           | Dimension Data            | + 48"       |
| 5.   | David Gaudu            | Groupama–FDJ              | + 58"       |

| M-ce | Zawodnik           | Zespół                 | Punkty |
| ---- | ------------------ | ---------------------- | ------ |
| 1.   | Lluís Mas          | Caja Rural-Seguros RGA | 13     |
| 2.   | Alejandro Valverde | Movistar Team          | 8      |
| 3.   | José Joaquín Rojas | Movistar Team          | 5      |
| 4.   | Tom Bohli          | BMC Racing Team        | 5      |
| 5.   | Diego Rubio        | Burgos-BH              | 3      |

| M-ce | Zespół                    | Czas        |
| ---- | ------------------------- | ----------- |
| 1.   | Movistar Team             | 85h 17' 39" |
| 2.   | Ag2r-La Mondiale          | + 5' 02"    |
| 3.   | Groupama–FDJ              | + 5' 27"    |
| 4.   | Astana Pro Team           | + 6' 30"    |
| 5.   | EF Education First–Drapac | + 8' 27"    |